# Zeitgeber
Zeitgeber (do alemão zeit "tempo" e geber "doador") é um termo científico para se referir a elementos chave ambiental capazes de regular um ciclo de relógio biológico, como o efeito que a luz possui sobre o ritmo de um organismo ao longo do dia (ciclo circadiano), ou como feromônios tem sobre o ciclo menstrual humano de aproximadamente um mês (ciclo circamensal ou infradiano). Sua tradução mais próxima seria sincronizador.
Alguns dos Zeitgebers que comprovadamente tem influência sobre o relógio biológico diário são:
- Luz/Escuridão
- Temperatura
- Comer/Jejum prolongado
- Interação social
- Relógios
- Exercício
- Alguns remédios
- Estresse

Ou seja, esses elementos causam mudanças nos ritmos biológicos hormonais e nervosos, podendo causar tanto doenças e risco de desenvolvê-las quanto potencializar tratamentos e melhorar a produtividade. Dentre as doenças agravadas por ciclos circadianos irregulares estão os principais distúrbios cardiovasculares (infarto, AVC, aterosclerose...), endócrinos (diabetes mellitus, obesidade, síndrome metabólico...) e psiquiátricas(depressão, insônia...).  Por exemplo, ver a luz do sol no amanhecer pode elevar a pressão arterial e a glicemia em preparação para a rotina, em animais diurnos, logo luz do sol é um zeitgeber circadiano.